# ثنائيات الحركة

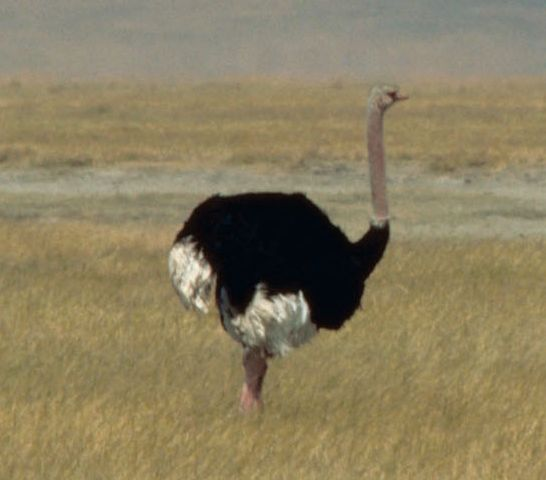
النعامة هي إحدى أسرع ثنائيات الحركة التي تعيش على الكوكب.

ثنائيات الحركة (باللاتينية: "bipedal"، من "bi" بمعنى «اثنتين» و"ped" بمعنى «قدم») هي الكائنات الحية التي تتحرك وتتنقل بالسير على ساقيها الاثنتين أو أطرافها الخلفية بشكل عام. تتضمَّن حركات المشي على اثنتين المشي والركض والقفز بالساقين الخلفيتين.
في الوقت الحاضر، أصبحت أنواع الكائنات الحية التي تسير على اثنتين في الوضع الافتراضي قليلة نسبياً. فبين الثدييات مثلاً، تطورت الحيوانات التي تسير على اثنتين في أغلب وقتها عدة مرات، مثل الماكروبوديات والفئران الكنغرية والجربوعيات وقواع الربيع والفئران القفازة وأم قرفة، بالإضافة إلى العديد من مجموعات الحيوانات المنقرضة الأخرى التي تطوَّرت سلالاتها بشكل مستقل عن الأخرى ات. تطورت بعض أنواع الأركوصورات أيضاً خلال العصر الترياسي لتصبح ثنائية الحركة، وقد انحدرت من هذه الأنواع مجموعات عدة أبرزها الديناصورات، التي كانت جميع أنواعها الأولى والعديد من أنواعها اللاحقة ثنائية الحركة حصراً (حيث لم تكن تمشي إلا على اثنتين)، وقد انحدرت الطيور لاحقاً من هذه الديناصورات.
يَزيد اليوم عدد الأنواع الحية التي تستخدم الساقين للتحرك لفترة قصيرة عن تلك التي لا تتحرك سوى على اثنتين. تتحرك العديد من أنواع السحالي غير الأركوصورية على اثنتين عندما تركض، وعادة يَكون ذلك للهرب من الأخطار والتهديدات فقط. كما يُمكن أن تقف الكثير من أنواع الدببة والرئيسيات على اثنتين للوصول إلى مكامن الغذاء، أو لاستكشاف البيئة من حولها والنظر من على علوٍّ أكبر إلى الأراض المحيطة بها. كما أن العديد من الرئيسيات الشجرية مثل الغيبون والإندريديات لا تتحرَّك إلا على اثنتين خلال الفترات القصيرة التي تقضيها على الأرض. بالإضافة إلى ذلك، فإن العديد من الحيوانات الأخرى يُمكن أن تقف على اثنتين خلال العراك أو التزاوج. وهكذا، فإن الكثير من الحيوانات يُمكن أن تتحرك على اثنتين للوصول إلى الطعام، أو مراقبة الأخطار، أو تهديد عدو، أو التزاوج، لكنها ليست ثنائية الحركة في الأساس.